# Heringsdorf
Heringsdorf este o comună din landul Mecklenburg-Pomerania Inferioară, Germania.

## Galerie

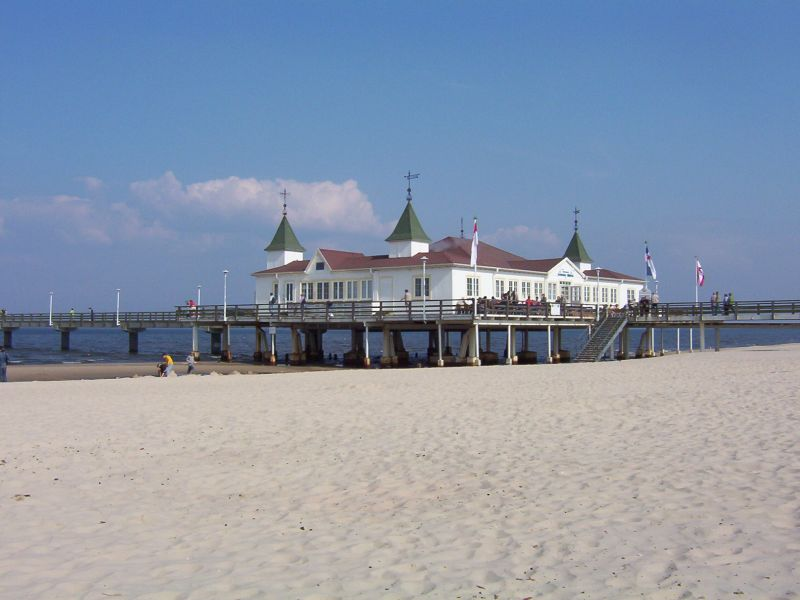
Cheiul Ahlbeck pier
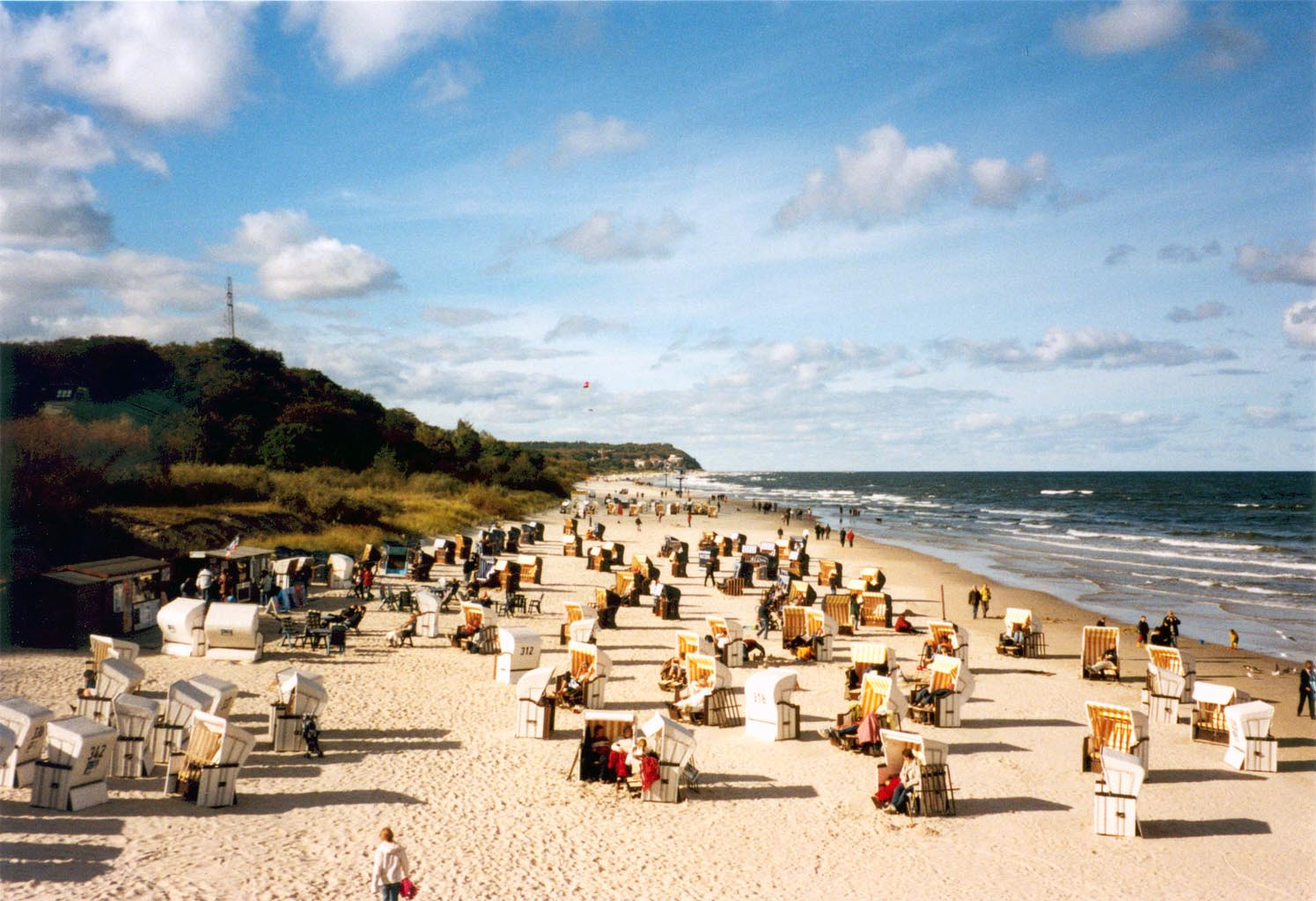
Plaja din Heringsdorf
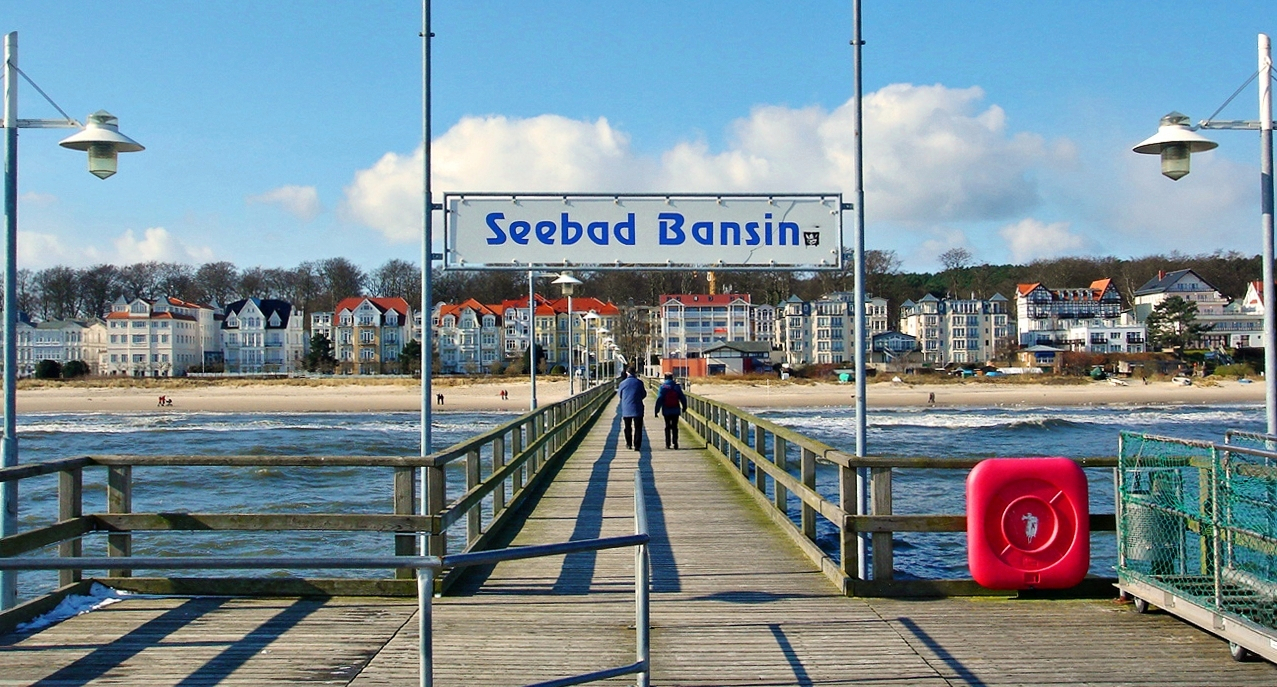
Promenada Bansin văzută de la debarcader (Bäderarchitektur)
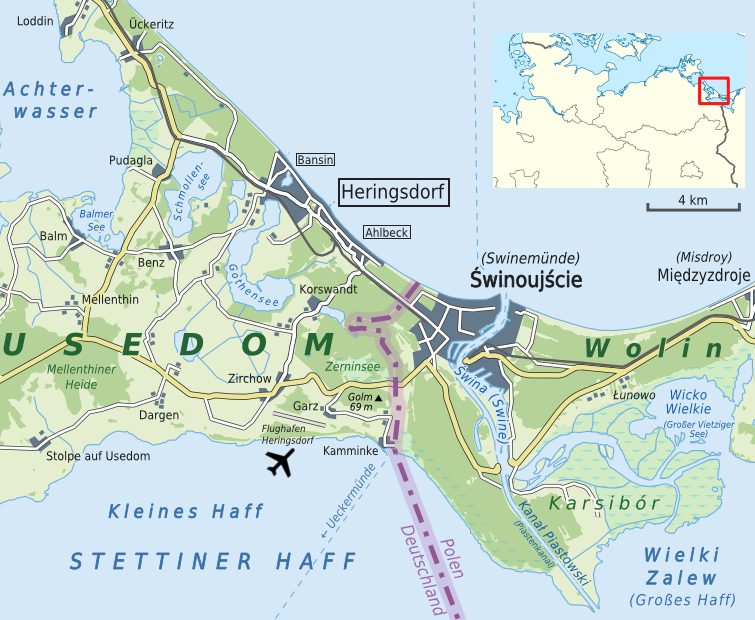
Harta zonei Heringsdorf cu stațiunile litorale Ahlbeck și Bansin și orașul învecinat Swinemünde / Świnoujście din Polonia